# بطولة الأندية الآسيوية 1967
بطولة الأندية الآسيوية 1967 هي النسخة الأولى من منافسة كرة القدم الدولية السنوية للأندية والتي تقام في منطقة الاتحاد الآسيوي لكرة القدم (آسيا). فاز نادي هبوعيل تل أبيب باللقب، بعد فوزه على نادي سلاغور بنتيجة 2–1.

## النهائي
| هبوعيل تل أبيب                          | 2–1 | سلاغور   |
| --------------------------------------- | --- | -------- |
| داني بورسوك 70' · ياكوف راشمينوفيتش 75' |     | 50' أسلم |